# Ramón Juárez
Ramón Juárez Del Castillo (Rioverde, 9 maggio 2001) è un calciatore messicano, difensore dell'América.

## Carriera

### Club
Cresciuto nel settore giovanile dell'América, ha esordito in prima squadra il 28 agosto 2019 disputando l'incontro di Liga MX pareggiato 1-1 contro il Pachuca.

### Nazionale
Ha giocato nelle nazionali giovanili messicane Under-18, Under-20 ed Under-21. È stato convocato per la prima volta in nazionale maggiore nell'ottobre 2023, in occasione delle gare amichevoli contro Ghana e Germania, tuttavia senza esordire. Trova il suo debutto il 7 giugno 2025, subentrando a Jesús Orozco nella gara amichevole persa contro la Svizzera per 2-4.

## Statistiche

### Presenze e reti nei club
Statistiche aggiornate al 21 aprile 2022.
| Stagione        | Squadra           | Campionato      | Campionato | Campionato | Coppe nazionali | Coppe nazionali | Coppe nazionali | Coppe continentali | Coppe continentali | Coppe continentali | Altre coppe | Altre coppe | Altre coppe | Totale | Totale |
| Stagione        | Squadra           | Comp            | Pres       | Reti       | Comp            | Pres            | Reti            | Comp               | Pres               | Reti               | Comp        | Pres        | Reti        | Pres   | Reti   |
| --------------- | ----------------- | --------------- | ---------- | ---------- | --------------- | --------------- | --------------- | ------------------ | ------------------ | ------------------ | ----------- | ----------- | ----------- | ------ | ------ |
| 2019-2020       | América           | LM              | 4          | 0          | CM              | 0               | 0               | CCL                | 0                  | 0                  | LC+CC       | 0           | 0           | 4      | 0      |
| 2020-2021       | América           | LM              | 10         | 0          |                 | -               | -               | CCL                | 2                  | 0                  |             | -           | -           | 12     | 0      |
| lug.-dic. 2021  | Puebla            | LM              | 1          | 0          |                 | -               | -               |                    | -                  | -                  |             | -           | -           | 1      | 0      |
| gen.-giu. 2022  | Atlético San Luis | LM              | 10         | 1          |                 | -               | -               |                    | -                  | -                  |             | -           | -           | 10     | 1      |
| Totale carriera | Totale carriera   | Totale carriera | 25         | 1          |                 | 0               | 0               |                    | 2                  | 0                  |             | 0           | 0           | 27     | 1      |

### Cronologia presenze e reti in nazionale
| Cronologia completa delle presenze e delle reti in nazionale ― Messico | Cronologia completa delle presenze e delle reti in nazionale ― Messico | Cronologia completa delle presenze e delle reti in nazionale ― Messico | Cronologia completa delle presenze e delle reti in nazionale ― Messico | Cronologia completa delle presenze e delle reti in nazionale ― Messico | Cronologia completa delle presenze e delle reti in nazionale ― Messico | Cronologia completa delle presenze e delle reti in nazionale ― Messico | Cronologia completa delle presenze e delle reti in nazionale ― Messico |
| Data                                                                   | Città                                                                  | In casa                                                                | Risultato                                                              | Ospiti                                                                 | Competizione                                                           | Reti                                                                   | Note                                                                   |
| ---------------------------------------------------------------------- | ---------------------------------------------------------------------- | ---------------------------------------------------------------------- | ---------------------------------------------------------------------- | ---------------------------------------------------------------------- | ---------------------------------------------------------------------- | ---------------------------------------------------------------------- | ---------------------------------------------------------------------- |
| 7-6-2025                                                               | Salt Lake City                                                         | Messico                                                                | 2 – 4                                                                  | Svizzera                                                               | Amichevole                                                             | -                                                                      | 59’ 63’                                                                |
| Totale                                                                 |                                                                        | Presenze                                                               | 1                                                                      |                                                                        | Reti                                                                   | 0                                                                      |                                                                        |

## Palmarès
- Campionato messicano: 1

América: Apertura 2024